# Claviorganum
Et claviorganum er et musikinstrument, som er en kombination af et cembalo og et orgel. Instrumentet består af en cembalodel og en orgeldel som kan være mere eller mindre bygget sammen. Instrumentet var mest kendt i det 16. og 17. århundrede og der er bevaret forholdsvis få instrumenter. En del cembaloer viser dog tegn på tidligere at have været bygget sammen med et orgel, eller i det mindste at have haft et anhangspedal, således at instrumentet kunne tjene som øveinstrument for en organist.
Cembaloet kan være et virginal eller et et- eller tomanualsinstrument som er placeret ovenpå orglet. Orglet er sædvanligvis et mindre orgel på 3-4 stemmer. Orgeldelen kan have sit eget manual og pedal. Et claviorganum har enten ét fælles manual eller separate manualer for hver del. Cembaloet og orglet kan spilles hver for sig eller sammenkoblet. Musisk set er instrumentet interessant, fordi det kombinerer cembaloets ansats med orglets liggetoner, hvilket giver en overraskende klang. Desuden er det muligt at akkompagnere soloorgel med cembalo og omvendt.